# Janowicze (rejon klecki)
Janowicze (biał. Янавічы; ros. Яновичи) – agromiasteczko na Białorusi, w rejonie kleckim obwodu mińskiego, nad rzeką Łanią, około 6 km na południe od Klecka. Od 2008 roku siedziba sielsowietu Czerwona Gwiazda.
Wieś szlachecka położona była w końcu XVIII wieku w powiecie nowogródzkim województwa nowogródzkiego.

## Historia
Pierwsza znana dziś wzmianka o Janowiczach pochodzi z 1552 roku.
Po II rozbiorze Polski w 1793 roku Janowicze, wcześniej należące do województwa nowogródzkiego Rzeczypospolitej, znalazły się na terenie powiatu słuckiego (ujezdu) guberni mińskiej Imperium Rosyjskiego. Po ustabilizowaniu się granicy polsko-radzieckiej w 1921 roku Janowicze wróciły do Polski, znalazły się w gminie Hrycewicze w powiecie nieświeskim województwa nowogródzkiego, od 1945 roku – w ZSRR, od 1991 roku – na terenie Republiki Białorusi.
Wieś w pierwszej połowie XIX wieku była dziedzictwem rodziny Brzozowskich, od nich majątek przeszedł na Wojciechowskich, a następnie na Pilawskich. W 1910 roku dobra te kupił od Józefa Pilawskiego Edmund Jeleński (1853–1920), którego pierwszą żoną była Wanda Wagnerówna (córka Olgierda), a drugą żoną była Maria, córka Zygmunta Kieniewicza, właściciela pobliskich Dunajczyc. Ostatnim właścicielem majątku, do 1939 roku, był syn Edmunda z pierwszego małżeństwa, Olgierd Jeleński (1881 – po 1939 roku).
Pod koniec XIX wieku stał tu młyn i folusz. Istniała tu też dworska kaplica katolicka parafii kleckiej. Kaplica została wzniesiona w 1772 roku.
Janowicze pojawiają się wielokrotnie na łamach książki Cezarego Chlebowkiego Zagłada IV Odcinka jako ważny punkt działań wydzielonej organizacji dywersyjnej Armii Krajowej – Wachlarza w czasie II wojny światowej. We wspomnianej kaplicy żołnierze Wachlarza przechowywali broń, amunicję i materiały wybuchowe.
Okołó 3 km na południe od centrum agromiasteczka od co najmniej początku XX wieku istniały wieś i folwark Strzałkowo (biał. Стралкава, ros. Стралково). W dniu 28 grudnia 2007 roku wieś Strzałkowo została włączona do Janowicz.

## Dwór w Janowiczach
Prawdopodobnie w Janowiczach w zamierzchłych czasach znajdowała się forteca z małym zameczkiem obronnym. Nie ma na ten temat żadnych szczegółów. Na gruzach tego zamku w okolicach 1772 roku (równocześnie z kaplicą) lub na początku XIX wieku Brzozowscy wznieśli wczesnoklasycystyczny dwór. Był to prostokątny, parterowy, dziewięcioosiowy dom na wysokich suterenach. Mury domy miały grubość 80–100 cm, co świadczy o dawnej dacie jego powstania. Pod połową domu znajdowały się cztery duże sale piwniczne. Centralny, wgłębny portyk, zwieńczony trójkątnym szczytem wspartym na sześciu kolumnach nadawał dworowi wygląd pałacyku. Dom był przykryty niezbyt wysokim, gładkim czterospadowym dachem (prawdopodobnie w XIX wieku dach był łamany). Przed domem znajdował się gazon, a przed nim stara brama wjazdowa złożna z dwóch czworograniastych murowanych słupów
Elewacja ogrodowa, podobna do frontowej, była zdominowana przez ćwierćkolisty ryzalit i taras. Powierzchnia ogrodu wynosiła jedynie około 1,5 ha.
Za domem, w pewnej odległości od niego, stała stara oficyna. Po obu stronach ogrodu stały drewniane spichlerze, również z XVIII wieku.
Nieremontowany od dawna dwór istnieje do dziś, ostatni drewniany spichlerz rozebrano w 2008 roku. Resztki parku to 15 jeszcze nieściętych drzew.
Majątek w Janowiczach został opisany w 2. tomie Dziejów rezydencji na dawnych kresach Rzeczypospolitej Romana Aftanazego.

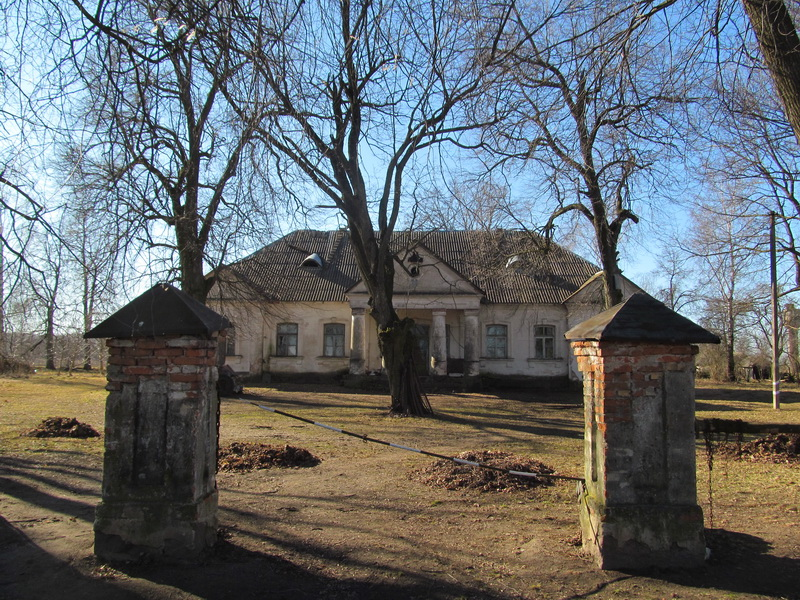
Dwór Strzałków w Strzałkowie, z 1909 roku, stan w 2014 roku

## Dwór w Strzałkowie
Majątek w Strzałkowie został opisany w 2. tomie Dziejów rezydencji na dawnych kresach Rzeczypospolitej Romana Aftanazego.